# Zoran Kalinić
Zoran Kalinić (ur. 20 lipca 1958 w Suboticy) – serbski tenisista stołowy występujący przez całą karierę w barwach Jugosławii. Mistrz świata, trzykrotny mistrz Europy.
Czterokrotnie zdobywał medale podczas mistrzostw świata.  Największy sukces odniósł w 1983 roku w Tokio – w parze z Dragutinem Šurbekiem – zostając mistrzem świata w grze podwójnej.
W mistrzostwach Europy pięciokrotnie zdobywał medale. Był mistrzem Starego Kontynentu, trzykrotnie w grze podwójnej (dwukrotnie z Dragutinem Šurbekiem oraz jeden raz w parze z Kalinikosem Kreanngą).
Olimpijczyk, startował w barwach Jugosławii na igrzyskach w Seulu (1988) i w Barcelonie (1992), bez sukcesów.